# Église luthérienne de Noisy-le-Grand
L'Église luthérienne de Noisy-le-Grand est une paroisse protestante, membre de l'Église protestante unie de France. Elle est située à Noisy-le-Grand, dans le département de la Seine-Saint-Denis, sis au 79 rue de Malnoue.

## Histoire
Le poste de mission de Noisy-le-Grand est né en 1960, sous la supervision de la Mission intérieure, grâce à des familles qui se réunissaient dans le salon d'une maison particulière.
À la fin des années 1960, un terrain est acheté au 79 rue de Malnoue par le Consistoire de Paris. On y fait construire un bâtiment de fortune, en attendant d'ériger une vraie église, lorsque les moyens le permettraient. En effet, en devenant le 27 janvier 1990, membre à part entière de l'Église luthérienne de France, la communauté en tant qu'association cultuelle, fait le vœu de bâtir le moment venu, un authentique lieu de culte, à l'endroit même où elle fit ses premiers pas.
Le culte est célébré dans des conditions précaires, dans ce préfabriqué pendant près de cinquante ans. En effet, la zone dans laquelle se trouve le terrain, appartient à l'Établissement public d'aménagement de la Ville Nouvelle de Marne-la-Vallée qui avait gelé tout projet, pour y construire un hôpital qui n'a d'ailleurs jamais vu le jour.
Malgré de multiples concertations avec la municipalité, notamment sur l'architecture du futur édifice, rien de concret ne voit le jour.
C'est finalement sous le mandat de Brigitte Marsigny que  la situation se décante. En effet, un accord de la Mairie permet à l’Église luthérienne de négocier directement avec le promoteur ses droits à construire.
Le 30 novembre 2019, l’inspecteur ecclésiastique Jean-Frédéric Patrzynski pose la première pierre symbolique d’une architecture qui promet à l’église de dialoguer efficacement avec son environnement social.
Pendant la durée des travaux qui s'est échelonnée de 2019 à 2021, les cultes ont été délocalisés en partie au temple du Le Perreux-sur-Marne et dans la paroisse catholique voisine de Notre-Dame-de-Lourdes.
La dédicace de la "Paroisse de l'Unité" s'est déroulée le 31 octobre 2021 en présence de nombreux fidèles et un parterre d'invités comme l'ancien inspecteur ecclésiastique Jean-Frédéric Patrzynski, son successeur Laza Nomenjanahary, Pascal Delannoy, évêque du diocèse de Saint-Denis, l'ancienne pasteure de la communauté Caroline Bretones. Ils ont été accueillis par leur hôte, le pasteur Jean-Pierre Anzala.

## Architecture
Dans un dialogue vivant avec les paroissiens, l’architecte Marc Rolinet a élaboré un édifice qui allie la sobriété protestante classique avec la diversité d’une paroisse moderne.
L’église est intégrée dans un ensemble architectural qui comprend 143 logements; la ZAC du Clos d'Ambert accueillant entre 900 et 1 000 logements résidentiels. Elle crée une concordance harmonieuse avec le parc paysager voisin de La Justice.
L’habillage de sa façade courbe par un bardage de bois constitue un geste architectural fort dans le contexte urbain du quartier. Cette façade en bois végétalisée crée une rupture, et, sur le toit, trône une cloche pour l’appel à l’heure du culte et pour fêter les événements.
Une croix simple, mais très visible par les passants depuis la rue, est également installée sur le toit.
Cette église comporte :
Au rez-de-chaussée :
- Un espace cultuel de 12 m sur 12 m, qui peut accueillir jusqu’à 299 places assises
- Une salle de réunion, séparée de l’espace cultuel par des parois amovibles
- Un espace d’accueil avec une table et des fauteuils
- Une salle de diaconie
- Une garderie qui donne accès à un petit jardin
- Une cuisine et des sanitaires

Au premier étage :
- Le bureau du pasteur
- Trois coins bureau
- Un espace attente
- La salle des scouts et
- Une mezzanine qui donne sur l’espace cultuel du rez-de-chaussée.

Une fois dans l’espace cultuel, on retrouve une atmosphère luthérienne, créée par la sobriété, le bois et un toit en pente, qui donne une visibilité à l’ensemble des paroissiens. Un amban surélevé et rétractable se trouve à gauche en se tenant face à l'autel. À droite, on aperçoit un orgue installé à l’endroit de la sacristie. Certains objets cultuels de l’église actuelle y retrouvent leur place : un crucifix en fonte et une vieille Bible allemande.

## Pasteurs
- Jacques Fischer (1966 - 1968)
- Alain Falize (1969 - 1970)
- René Jacques Lovy (1973 - 1977)
- André Van Dalen et Hélène Bégouin (1978 - 1980)
- Jean-Claude Deroche et Hélène Bégouin (1981 - 1984)
- Luc Gootjies et René Blanc (1985 - 1986)
- Pascal Hubscher (1987 - 1992)
- Pascal Hubscher et Ter Osberg (1993 - 1995)
- Caroline Bretones (1996 - 2005)
- Marianne Gueroult (2006 - 2009)
- Daniel Bouyssou (2010 - 2011)
- Jean-Pierre Anzala (2016 - 2023)
- Delphine Denninger-kaiser (depuis 2023)